# Pete Herman
Pete Herman, de son vrai nom Peter Gulotta, est un boxeur américain né le 12 février 1896 à Convent, Louisiane, et mort le 13 avril 1973 à La Nouvelle-Orléans, Louisiane.

## Carrière
Boxeur professionnel dès 1912, il devient champion du monde des poids coqs après sa victoire aux points en 20 rounds contre Kid Williams le 9 janvier 1917. Herman conserve son titre face à Frankie Burns, Patsy Scanlon, Patsy Wallace, Johnny Solberg et Terry McHugh mais perd contre Jackie Sharkey le 15 août 1919. Il redevient champion du monde de la catégorie le 25 juillet 1921 en s'imposant contre Joe Lynch mais perd définitivement le 23 septembre suivant face à Johnny Buff.

## Distinction
- Pete Herman est membre de l'International Boxing Hall of Fame depuis 1997[1].